# Yo Gotti
Yo Gotti, pseudonimo di Mario Mims (Memphis, 19 maggio 1981), è un rapper statunitense.

## Lo pseudonimo
Il suo pseudonimo deriva da John Gotti, in quanto secondo quest'ultimo essere nero era "imbarazzante".

## Biografia

### 2000-2006: Inizi
Mims è cresciuto nei Ridgecrest Apartments nel quartiere di Frayser situato a Memphis, nel Tennessee. Ha iniziato la sua carriera musicale intorno ai 14 anni denominandosi Lil Yo, stando affiliato a DJ Sound e la sua banda. Tra il 2000 e il 2006, Yo Gotti ha pubblicato una serie di album indipendenti: From Da Dope Game 2 Da Rap Game, Self-Explanatory, Life e Back 2 da Basics.

### 2009-2012:Live from the Kitchen
Dopo diversi ritardi, il 10 gennaio 2012, Yo Gotti ha pubblicato il suo album di debutto Live from The Kitchen. Il primo singolo originale dell'album era intitolato 5 Star ed è stato pubblicato il 20 maggio 2009. Il singolo ha raggiunto la posizione numero 79 della Hot 100, 19 nella U.S R&B e 11 nella U.S Rap. L'11 dicembre 2009 è stato commercializzato il singolo Women Lie, Men Lie con Lil Wayne. La canzone ha raggiunto la posizione numero 81, 22 in quella U.S R&B e 12 in quella U.S Rap. Il 27 luglio 2010 è stato commercializzato il terzo singolo Look In the Mirror. La canzone ha raggiunto la posizione numero 97 nella classifica R&B degli Stati Uniti. Live From The Kitchen ha debuttato al numero 12 della Billboard 200 degli Stati Uniti, con 16 000 copie vendute nella sua prima settimana negli Stati Uniti. Dopo tre settimane, l'album ha venduto 36 000 copie negli Stati Uniti. Nel 2012, a causa delle opinioni di Gotti sulle basse vendite del suo album di debutto, ha deciso di ripartire con RCA Records e Polo Grounds Music. Il 17 ottobre 2012, ha pubblicato la settima versione della sua famosa serie di mixtape Cocaine Muzik intitolata Cocaine Muzik 7: The World Is Yours.

## Collective Music Group
Collective Music Group (nota anche come CMG e precedente nota come Cocaine Muzik Group) è una etichetta discografica statunitense fondata dal rapper Yo Gotti (attuale CEO dell'etichetta) e Brandon Mims, presidente della casa discografica. Attualmente, è distribuita dalla Interscope Records.

### Artisti
- Yo Gotti[18]
- Moneybagg Yo[18]
- Blac Youngsta[18]
- BlocBoy JB[18]
- 42 Dugg[18]
- EST Gee[18]

## Discografia

### Album in studio
- 1996 – Youngsta's on a Come Up
- 2000 – From Da Dope Game 2 Da Rap Game
- 2001 – Self-Explanatory
- 2003 – Life
- 2006 – Back 2 da Basics
- 2010 – Live from the Kitchen
- 2013 – I Am
- 2016 – The Art of Hustle
- 2017 – I Still Am
- 2020 – Untrapped

### Mixtapes
- 2006 – Full Time Hustlin'
- 2006 – I Told U So (con DJ Drama)
- 2008 – Cocaine Muzik
- 2008 – Definition of a G (con Gucci Mane)
- 2009 – Cocaine Muzik 2
- 2009 – Cocaine Muzik 3
- 2010 – Cocaine Muzik 4
- 2010 – Cocaine Muzik 4.5: da Documentary
- 2010 – Cocaine Muzik 5: White Friday
- 2011 – Cocaine Muzik 6: Gangster of the Year
- 2011 – January 10th: The Mixtape
- 2012 – Cocaine Muzik 7: The World Is Yours
- 2013 – Nov 19th: The Mixtape
- 2014 – Chapter One (con CMG)
- 2015 – Concealed
- 2015 – The Return of Cocaine Muzik
- 2015 – The Return of Cocaine Muzik Pt. 2
- 2015 – The Return
- 2015 – Cocaine Muzik 8: Any Hood America
- 2016 – 2 Federal (con Moneybagg Yo)
- 2016 – White Friday (con CM9)
- 2017 – Gotti Made-It (con Mike Will Made It)

### Singoli
| Anno | Titolo                                     | Classifiche | Classifiche | Classifiche | Album                 |
| Anno | Titolo                                     | US Hot 100  | U.S. R&B    | U.S. Rap    | Album                 |
| ---- | ------------------------------------------ | ----------- | ----------- | ----------- | --------------------- |
| 2003 | "Dirty South Soldiers" (featuring Lil Jon) | —           | —           | —           | Life                  |
| 2003 | "Sell My Dope" (featuring Kia Shine)       | —           | —           | —           | Life                  |
| 2005 | "Full Time"                                | —           | —           | —           | Back 2 da Basics      |
| 2005 | "Gangsta Party" (featuring Bun B & 8 Ball) | —           | 80          | —           | Back 2 da Basics      |
| 2006 | "I Got Dem/That's What They Made It Foe"   | —           | —           | —           | Back 2 da Basics      |
| 2009 | "5 Star"                                   | 79          | 19          | 11          | Live from the Kitchen |

### Collaborazioni
| Year | Title                                                                               | Chart Positions | Chart Positions | Chart Positions | Album                              |
| Year | Title                                                                               | US Hot 100      | U.S. R&B        | U.S. Rap        | Album                              |
| ---- | ----------------------------------------------------------------------------------- | --------------- | --------------- | --------------- | ---------------------------------- |
| 2007 | "Poppin' Rubberbands" (Gucci Mane featuring Yo Gotti)                               | —               | —               | —               | Back in da Trap                    |
| 2008 | "Bricks" (Gucci Mane featuring Yo Gotti & Yung Ralph)                               | —               | —               | —               | Favorite Rappers Favorite Trapper  |
| 2008 | "Shawty Said" (Novakane featuring Yo Gotti & Trey-V)                                | —               | 75              | —               | Lethal Injection                   |
| 2008 | "Gettin' This Money" (Yung DC featuring Yo Gotti)                                   | —               | —               | —               | Welcome to D.C.                    |
| 2009 | "Ridiculous" (DJ Drama featuring Gucci Mane, Yo Gotti, Lonnie Mac & OJ da Juiceman) | —               | 104             | —               | Gangsta Grillz: The Album (Vol. 2) |
| 2009 | "Blockstars" (DJ Kayslay featuring Ray J, Yo Gotti, Jim Jones & Busta Rhymes)       | —               | —               | —               | More Than a DJ                     |